# Jumantuang
Jumantuang is een bestuurslaag in het regentschap Dairi van de provincie Noord-Sumatra, Indonesië. Jumantuang telt 1626 inwoners (volkstelling 2010).